# درام (وحدة)
الدرام (بديل البريطاني درهم الإملائية، نظام الصيدليات بالمختصر ʒ أو ℨ،  :C-6–C-7 هي وحدة كتلة في نظام أفوردوبوا ، وهي وحدة كتلة ووحدة حجم في نظام الصيدليات . كانت في الأصل عملة نقود معدانية و حدة ووزنً في اليونان القديمة . وحدة حجم يسمى الاصح درهم السوائل، درهم السوائل، أو درهم سائل درهم سائل (مختصر الدكتور فل، ƒ 3، أو fʒ).  :C-17

## الوحدة القديمة للكتلة

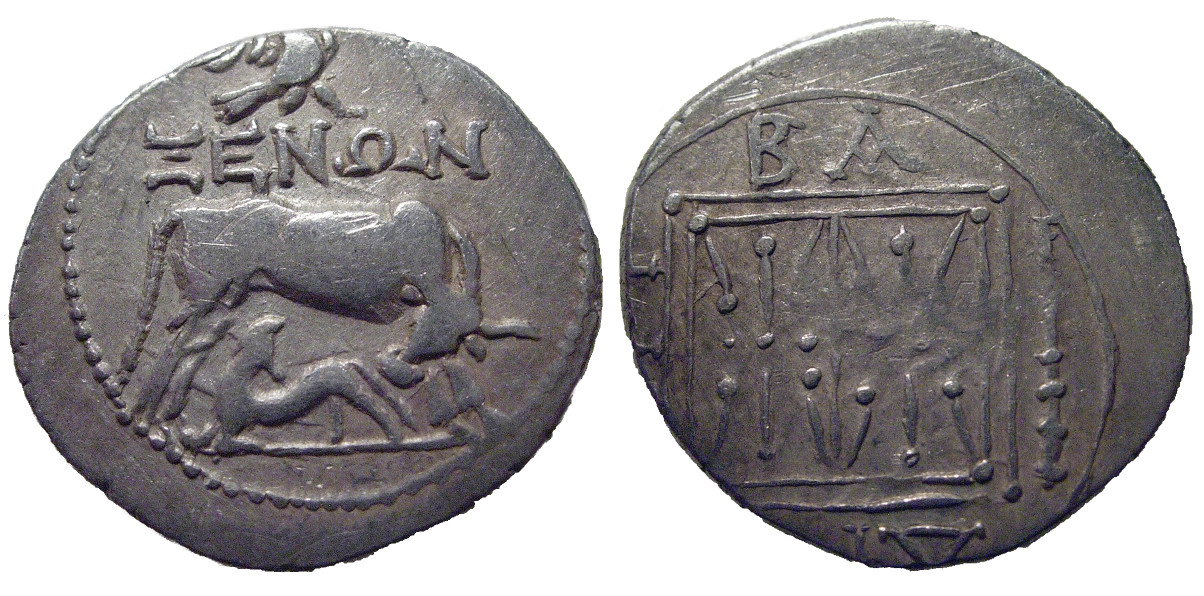
الفضة دراكم من Dyrrhachium ، مؤرخة إليريا ق. 229 BC. الوجه: ΞΕΝΩΝ (Xenon) البقرة تقف بشكل صحيح ، تنظر للخلف إلى العجل الذي ترضعه ، والنسر يقف فوقها مباشرة ؛ الخلف: DUR PURBA ، مربع يحتوي على نمط نجمي مزدوج ، مضرب إلى اليسار. الحجم: 20 مم ؛ المرجع: Ceka 360

- الدراخما اليونانية العلية ( δραχμή ) كان وزنه 6 أجسام ،1⁄100 مينا يوناني ، أو حوالي 4.37 غرام .[6]
- كان وزن وحدات القياس الرومانية القديمة 1⁄96 جنيه الرومانية، أو حوالي 3.41 غرامات.[7][8]

ومن المعروف A عملة وزنها الدراخما واحد كما ستاتير ، درهم، أو الدراخما. الدرهم العثماني ( (بالتركية العثمانية: درهم)‏ ) على أساس الدرهم الساساني ، والذي كان هو نفسه يعتمد على الدرهم / الدرهم الروماني.

## وحدة الكتلة البريطانية
قانون الأوزان والمقاييس البريطانية لعام 1878 التحقق وما يترتب على ذلك من ختم لأوزان الصيدلة ، مما يجعلها وحدات قياس معترف بها رسميًا. بحلول عام 1900 ، فرضت بريطانيا التمييز بين إصدارات نظام أفوردوبوا (avoirdupois) ونسخة الصيدلة بجعل التهجئة مختلفة:
- الدراما يعني الآن فقط دراما نظام أفيردوبوا ، والتي كانت1⁄16 من اوقية (الاونصة) الأفواردوبوي من 437.5 الحبوب ، وبالتالي يساوي 27.34 الحبوب
- دراكم يعني الآن دراهم الصيدلة فقط ، والتي كانت كذلك1⁄8 أونصة من الصيدليات "480 الحبوب، مما يساوي 60 الحبوب

## وحدة الكتلة الحديثة
في نظام أفواردوبوا ، الدراما هي كتلة1⁄256 رطل أو 1⁄16 أونصة . :C-6الدرام يزن875⁄32 الحبوب ،  :C-6أو بالضبط 1.7718451953125 غرام. :C-14
في نظام الصيدليات ، الذي كان مستخدمًا على نطاق واسع في الولايات المتحدة حتى منتصف القرن العشرين ،  الدرام هي كتلة1⁄96 جنيهات الصيدلة (lb ap) ، أو 1⁄8 أوقية الصيدلة (oz ap or ℥)  :C-7(الصيدلانيون بالرطل والصيادلة الأوقية تساوي وزن تروي (رطل) والأوقية (أوقية تي) ، على التوالي). :C-6–C-7الصيدليات الدرام يساوي 3 أو 60 ،  :C-7أو بالضبط 3.8879346 غرام. :C-14
يستخدم «درام» أيضًا كمقياس لشحنة المسحوق في قذيفة بندقية ، وهو ما يمثل ما يعادل المسحوق الأسود في درامات في نظام أفواردوبوا.

## وحدة الحجم

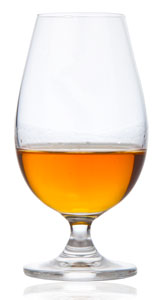
درام وي

الدرام اساائل (أو درهم السوائل في هجاء البريطانية  ) يعرف 1⁄8 من اوقية (الاونصة) السائل ،  :C-5,C-7وهو يساوي تمامًا:
- 3,6966 مل وحدات القياس العرفية الأمريكية [10]:C-5,C-12
- 3.5516328125 نظام متري [1]:C-7[14]

A ملعقة شاي وقد اعتبر يساوي درهم السوائل واحد لالوصفات الطبية. ومع ذلك ، بحلول عام 1876 ، نمت الملعقة الصغيرة بشكل كبير عما كانت عليه في السابق ، بقياس 80-85 مينيم . نظرًا لوجود 60 حدًا صغيرًا في الدرام سائل،  :C-5,C-7لم يعد استخدام هذا المعادل لجرعة الدواء مناسبًا. تعادل ملعقة الشاي الأمريكية اليوم تساوي بضبط 4.92892159375 مل ، وهو أيضًا1⁄6 أونصة السائلة في الولايات المتحدة،11⁄3 درام السائل في الولايات المتحدة،  :C-18أو 80 مينيمس أمريكي. :C-5
بينما يتم قياس المستحضرات الصيدلانية في الوقت الحاضر حصريًا بالوحدات المترية ، لا تزال غرامات السوائل تُستخدم لقياس سعة فيال (وحدة دواء) .
يستخدم درام بشكل غير رسمي بمعنى كمية صغيرة من مشروب مقطر ، وخاصة سكوتش (ويسكي الاسكتلندي) . تتم الإشارة إلى الوحدة من خلال عبارة متجر الدرام ، المصطلح القانوني الأمريكي لمؤسسة تقدم المشروبات الكحولية.